# Arena da Floresta
A Arena da Floresta é um estádio de futebol pertencente ao governo do estado do Acre e localizado no município de Rio Branco, capital do estado. Foi considerado um dos mais modernos do Brasil, tendo o seu gramado importado da Itália, sendo o mesmo gramado utilizado no Estádio San Siro.

## História

### Construção
Construído pelo Governo do estado do Acre com o nome de Arena da Floresta, foi inaugurado em 17 de Dezembro de 2006. Com o mesmo gramado utilizado no Maracanã, até então. O estádio foi projetado pelo Arquiteto Luiz Volpato, o mesmo arquiteto da Arena da Baixada e da Arena Joinville, com capacidade para 20 000 espectadores (a capacidade operacional liberada conforme CNEF/CBF 2016 é de 13.700 torcedores),, acomodados em cadeiras distribuídas nos quatro setores, mais camarotes e tribunas.

### Partida inaugural
Sua partida inaugural foi entre o Rio Branco Football Club e a Seleção Brasileira sub-20 no dia 17 de Dezembro de 2006. O clube local venceu por 2x1, num jogo que serviu como preparação para a seleção que conquistaria o Campeonato Sul-Americano Sub-20 de 2007 alguns meses depois.
O Rio Branco iniciou a partida com: Marcos Vinícius, Ley, Rael, Rangel, Esquerdinha, Ico, João Paulo, Luiz Rômulo, Rogério, Doka Madureira e Neném. Já para a Seleção Brasileira sub-20 entraram: Muriel, Amaral, Thiago Heleno, Carlinhos, Roberto, Lucas, Leandro Lima, Willian, Edgar e Fabiano Oliveira.

### Mudança de nome
Em setembro de 2019, o estádio recebeu um novo nome. A decisão de alteração partiu do governo do estado, que chegou a realizar uma enquete em seu site oficial para saber qual nome deveria ser utilizado, além de ter a opção de permanência (Arena da Floresta que obteve 42,20% dos votos), tinha também Arena Rio Branco (7,84% dos votos) e o nome campeão Arena Acriana (49,96% dos votos). O governador Gladson Cameli deixou opções de nomes para a população, através de uma opinião pública sobre o tema, num canal de televisão local.
Em 2021, porém, o governo do estado decidiu pelo retorno à denominação anterior - Arena da Floresta - além da pintura do estádio voltar ao amarelo e vermelho original.

## Estrutura

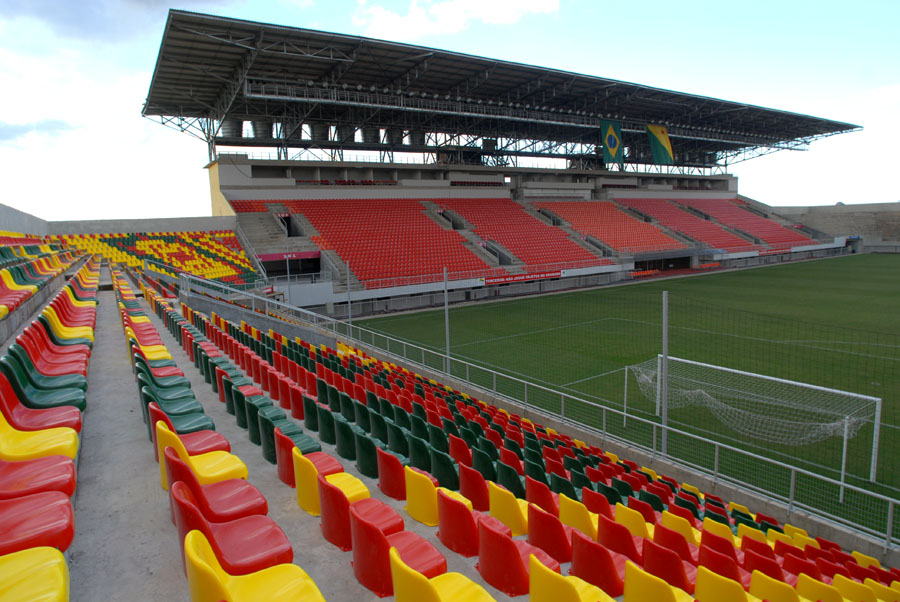
Detalhe das cadeiras do estádio

Cada vestiário possui capacidade para acomodar vinte atletas, além da área de aquecimento de 40m². O estádio ainda tem em funcionamento dois elevadores (mais seis ainda estão em construção), duas tribunas de honra e oito camarotes. Em 2007, foram compradas e instaladas, pelo governo do estado, cerca de 14 mil cadeiras, deixando as arquibancadas com 100% em cadeiras. Essas cadeiras foram instaladas em design moderno, com mosaicos e desenhos de figuras lendárias da Amazônia e de seus animais, nas cores da bandeira acriana: verde, vermelho e amarelo. Além disso, passaram a funcionar catracas eletrônicas em todos os setores de acesso ao estádio, que auxiliam na entrada dos torcedores. Sistemas de suporte dão capacidade para câmeras móveis, utilizadas já na inauguração do estádio.

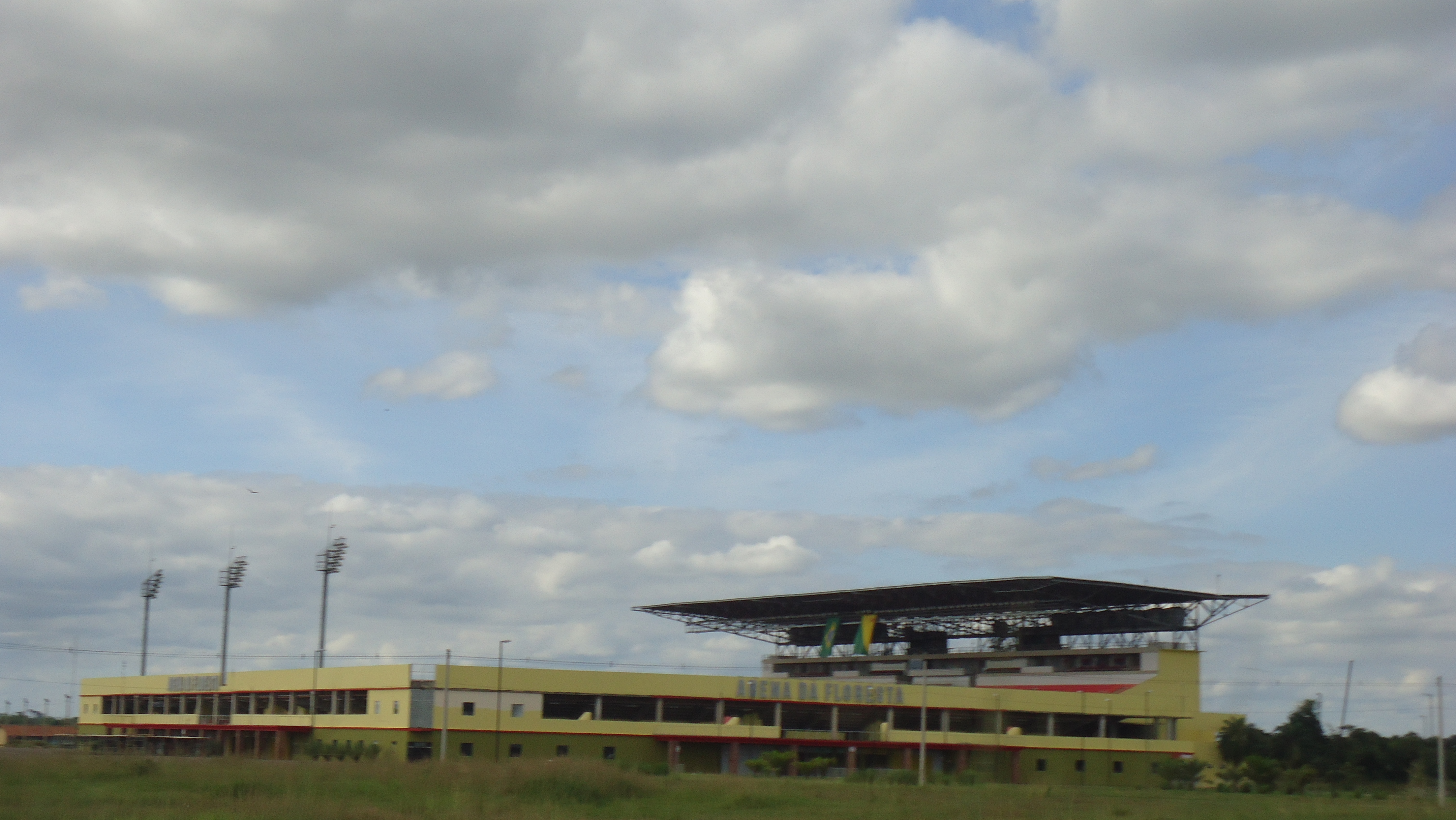